# Furth (Neder-Beieren)
Furth is een gemeente in de Duitse deelstaat Beieren, en maakt deel uit van het Landkreis Landshut.
Furth telt 3.597 inwoners.
Adlkofen ·
Aham ·
Altdorf ·
Altfraunhofen ·
Baierbach ·
Bayerbach b.Ergoldsbach ·
Bodenkirchen ·
Bruckberg ·
Buch a.Erlbach ·
Eching ·
Ergolding ·
Ergoldsbach ·
Essenbach ·
Furth ·
Geisenhausen ·
Gerzen ·
Hohenthann ·
Kröning ·
Kumhausen ·
Neufahrn i.NB ·
Neufraunhofen ·
Niederaichbach ·
Obersüßbach ·
Pfeffenhausen ·
Postau ·
Rottenburg a.d.Laaber ·
Schalkham ·
Tiefenbach ·
Velden ·
Vilsbiburg ·
Vilsheim ·
Weihmichl ·
Weng ·
Wörth a.d.Isar ·
Wurmsham